# 三部敬
三部敬（？年3月5日—），日本男性漫畫家。北海道苫小牧市出身，目前住在千葉縣。以、的名義執筆作畫。妻子為日本插畫家。

## 作品列表
- 神滅領域系列

神滅領域全5冊（東立出版）
續作：神宿少年全3冊（長鴻出版）
- 鬼燈之島全4冊（青文出版）
- 魍魎搖籃（日语：魍魎の揺りかご）全6冊（青文出版）
- 只有我不存在的城市全9冊（四季出版）
- 為了夢中見到的那孩子（《Young Ace》2017年8月号～連載中）（台灣角川）
- （《Evening》2019年24号～2021年20号、全5卷）

## 師承
- 荒木飛呂彥[3][4]

## 外部連結
- 脳髄魔術&NO-NO'S - 三部敬的官方網站（日語）